# Diretório (computação)

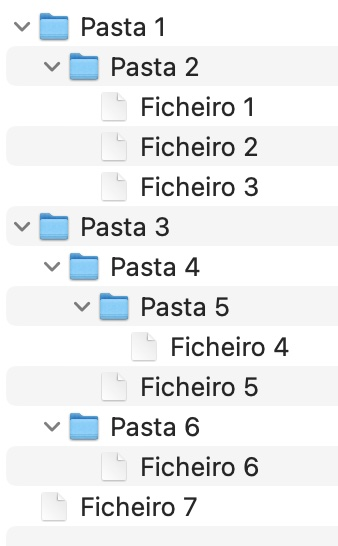
Os diretórios são muitas vezes representados por pastas

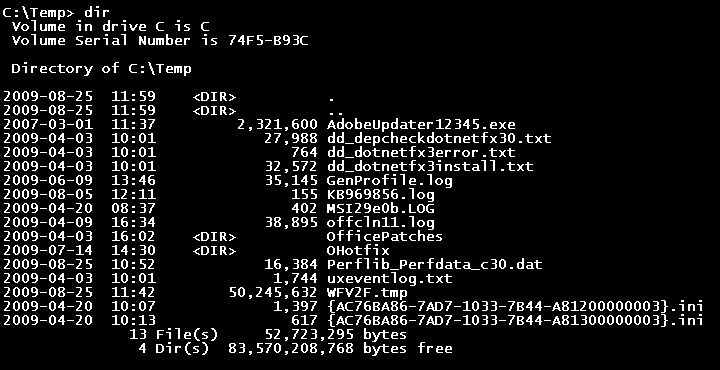
Captura de ecrã de uma janela da linha de comandos do Microsoft Windows mostrando uma listagem de diretórios.

Em informática, diretório ou diretoria[carece de fontes?] é uma estrutura utilizada para organizar arquivos em um computador ou um arquivo que contém referências a outros arquivos. Em muitos computadores, os diretórios são conhecidos como pastas ou gavetas, de modo análogo a uma mesa de trabalho ou ao tradicional arquivo de escritório. O nome deriva de livros como uma lista telefônica que lista os números de telefone de todas as pessoas que vivem em uma determinada área.
Um diretório pode conter referências a arquivos e a outros diretórios, que podem também conter  outras referências a arquivos e diretórios. Isso pode se estender bastante. Pode-se ter, por exemplo, vinte diretórios, um dentro do outro.
Os diretórios servem, portanto, para organizar o disco rígido e outras mídias (disquetes, Zip disks, CDs, DVDs, cartões de memória, flash drives USB, etc.). Graças a eles, podemos colocar os arquivos mais importantes em um canto para que não sejam alterados, agrupar arquivos por dono, tipo, ou da forma que for desejada.
Toda essa estrutura de arquivos e diretórios pode ser vista como uma árvore. Assim, o diretório principal, que não tem nome, é conhecido como a raiz ("root ", no original em inglês), os diretórios são ramificações e os arquivos são as folhas.
Em muitos sistemas Unix – incluindo, entre outros, sistemas que usam GNOME, KDE Plasma 5 ou ROX Desktop como ambiente de trabalho, é utilizado o MIME type freedesktop.org "inode/directory" para se referir aos directórios. Este não é um tipo de mídia registrado pela IANA.

Diagrama de uma árvore de diretórios hierárquica. O diretório raiz é aqui chamado de "MFD", Master File Directory (directório mestre de ficheiros). Normalmente, um arquivo só pode estar em um diretório por vez, mas aqui o Arquivo 2 tem um link físico, portanto aparece em dois diretórios.

Historicamente, e mesmo em alguns sistemas embarcados modernos, os sistemas de arquivos não tinham suporte para diretórios ou tinham apenas uma estrutura de diretórios "plana", o que significa que subdiretórios não eram suportados; havia apenas um grupo de diretórios de nível superior, cada um contendo arquivos. Nos sistemas modernos, um directório pode conter uma combinação de arquivos e subdiretórios.
Uma referência a um local em um sistema de directório é chamada de caminho ou path.
Em muitos sistemas operativos, os programas possuem um chamado working directory associado no qual são executados. Normalmente, presume-se que os nomes dos arquivos aos quais o programa acede residam neste diretório se os nomes dos arquivos não forem especificados com um nome de diretório explícito.
Alguns sistemas operacionais restringem o acesso de um utilizador apenas ao seu directório de utilizador ou directório do projeto, isolando assim suas atividades de todos os outros utilizadores. Nas primeiras versões do Unix, o directório raiz era o directório inicial do utilizador root, mas o Unix moderno geralmente usa outro diretório, como /root para esta finalidade.

## Directórios no Unix
Mantendo a filosofia do Unix, os sistemas Unix tratam os directórios como um tipo de ficheiro, que se distinguem dos outros em aspectos como não ser possível guardar dados num directório exceto indiretamente, criando, renomeando e removendo objetos do sistema de ficheiros no directório, além de apenas ser possível aceder aos conteúdos de um directório usando rotinas de biblioteca específicas para os mesmos e chamadas de sistema que retornam registros, não um fluxo de bytes.
Existe também um conjunto de directórios convencionalmente utilizados nos sistemas Unix, que pode ser consultado na página "Sistema de arquivos Unix".

## Metáfora da pasta

Exemplo de ícone de pasta (do KDE).

O nome pasta, apresentando uma analogia com os arquivadores utilizados em escritórios, e utilizadas na ERMA Mark 1 publicada em 1958, bem como na Xerox Star, é usado nos ambientes de trabalho de quase todos os sistemas operativos modernos. As pastas são frequentemente representadas com ícones que se assemelham visualmente a pastas físicas.
Há uma diferença entre um directório, que é um conceito de sistema de ficheiros, e a metáfora da interface gráfica do usuário usada para representá-lo (uma pasta). Por exemplo, o Microsoft Windows usa o conceito de pastas especiais para ajudar a apresentar o conteúdo do computador ao usuário de uma forma relativamente consistente que livra o usuário de ter que lidar com caminhos de directório (paths) absolutos, que podem variar entre as versões do Windows, e entre instalações individuais. Muitos sistemas operativos também possuem o conceito de "pastas inteligentes" ou pastas virtuais que refletem os resultados de uma pesquisa no sistema de arquivos ou outra operação. Essas pastas não representam um directório na hierarquia de arquivos. Muitos clientes de email permitem a criação de pastas para organizar emails. Essas pastas não possuem representação correspondente na estrutura do sistema de arquivos.